# Santuari de la Mare de Déu dels Oms
El Santuari de la Mare de Déu dels Oms és una obra del municipi de Sant Jaume de Frontanyà (Berguedà) protegida com a bé cultural d'interès local.

## Descripció
Edificació aïllada, prop d'una casa de pagès. És un temple d'una sola nau amb capelles lateral i un gran presbiteri de secció quadrada coronat amb un llanternó. La façana principal, orientada a migdia, té una àmplia porta de mig punt dovellada i un senzill òcul circular. Al costat de la façana principal s'aixeca un campanar de planta quadrada amb pinacle. L'exterior arrebossat amb teulada de teules aràbiga. Situada en un amplia collada i carena coberta de prats, en un paratge compartit per la casa de pagès.
La Porta de la sagristia és una porta de fusta d'un sol batent que gira sobre un sol eix i obre només en un sentit. Està ricament decorada amb tons de blau, vermell i daurats. La part de dins de la sagristia està força malmesa. Possiblement la porta pertany a l'ampliació feta al segle xviii.
El Santuari té uns Goigs dedicats amb lletra d'Enric Balaguer i música d'Enric Prats.

## Història
D'origen medieval, entre els anys 1410-1411 hi han notícies històriques referents a diferents llegats. L'any 1785 s'acabà la construcció actual.